# Valentina Volopichová
Valentina Volopichová (1993) è un'ex sciatrice alpina ceca.

## Biografia
Attiva in gare FIS dall'agosto del 2008, la Volopichová ha esordito in Coppa del Mondo il 24 ottobre 2009 a Sölden (sua unica presenza nel massimo circuito internazionale), in Coppa Europa il 28 novembre dello stesso anno a Funäsdalen e ai Campionati mondiali a Schladming 2013, sua unica presenza iridata, in tutti e tre i casi senza completare lo slalom gigante in programma. Si è ritirata all'inizio della stagione 2015-2016 e la sua ultima gara in carriera è stata uno slalom speciale FIS disputato il 2 agosto a Tiffindell, chiuso dalla Volopichová al 4º posto.

## Palmarès

### Campionati cechi
- 3 medaglie:
  - 3 bronzi (slalom speciale, supercombinata nel 2009; supercombinata nel 2012)